# Michaił Samygin
Michaił Michajłowicz Samygin (Kitajew), ros. Михаил Михайлович Самыгин (Китаев) (ur. w 1915 r. w Moskwie, zm. ?) – radziecki, a następnie emigracyjny fizykochemik, pisarz i publicysta, oficer Rosyjskiej Armii Wyzwoleńczej, a następnie Sił Zbrojnych Komitetu Wyzwolenia Narodów Rosji podczas II wojny światowej
Ukończył studia chemiczne, uzyskując tytuł doktora chemii. Od 1936 r. pracował w Instytucie Chemii Fizycznej przy Akademii Nauk ZSRR. Opublikował liczne artykuły naukowe w piśmie "Журнал физической химии". Był też docentem moskiewskiego Instytutu Rolnictwa Ludowego im. G. W. Plechanowa. Krótko przed atakiem wojsk niemieckich na ZSRR 22 czerwca 1941 r., został zmobilizowany do Armii Czerwonej. Służył w stopniu podporucznika jako szef służby chemicznej 436 Pułku Strzeleckiego 155 Dywizji Strzeleckiej. Jesienią 1941 r. dostał się do niewoli niemieckiej. Osadzono go w obozie jenieckim. W 1943 r. wstąpił do Rosyjskiej Armii Wyzwoleńczej (ROA). Zmienił nazwisko na Kitajew. Pracował w stopniu kapitana w redakcji pisma "Заря", publikując artykuły pod pseudonimami "Czajkin" i "Afanasjew". Od końca 1944 r. służył w sztabie Sił Zbrojnych Komitetu Wyzwolenia Narodów Rosji. Po zakończeniu wojny zamieszkał w zachodnich Niemczech. Powrócił do nazwiska Samygin. W latach 1946–1956 był dyrektorem Instytutu Chemii Zjawisk Powierzchniowych w Monachium. W 1947 r. napisał wspomnienia z czasów wojny pt. "Russkoje Oswoboditielnoje Dwiżenije". Od 1955 r. był profesorem uniwersytetu w Bandungu na Jawie. Był autorem artykułów naukowych. Uczestniczył w konferencjach międzynarodowych. W 1970 r. opublikował książkę pt. "Kak eto naczałoś: iz wospominanij sotrudnika gaziety Zaria".